# Geografia del Ciad

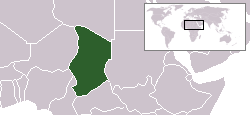
Localizzazione del Ciad

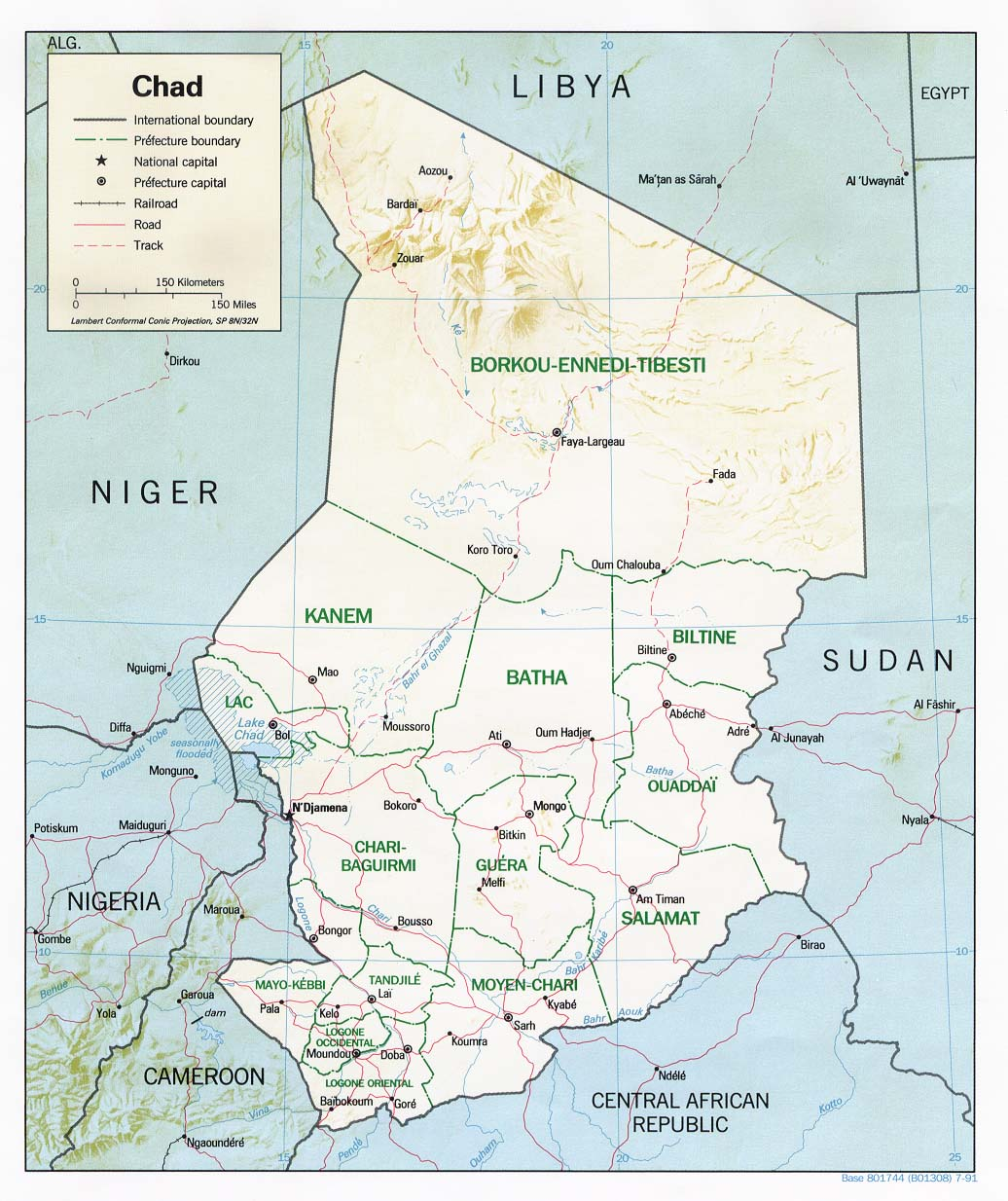
Mappa del Ciad

Il Ciad è uno stato senza sbocco al mare situato nella parte settentrionale dell'Africa centrale. 
Il paese, che ha una superficie pari a 1284000 km² non ha sbocchi sul mare, la capitale N'Djamena dista dall'Oceano Atlantico circa 1100 km mentre Faya Largeau, un importante centro nel settentrione del paese, è localizzato nel centro del deserto del Sahara a circa 1550 km dal Mar Mediterraneo. 
Il territorio si estende da nord a sud per un totale di circa 1800 km e, tranne negli estremi, ha una larghezza media di circa 800 km.

## Dati generali

### Confini
Confina a nord con la Libia (1055 km) est con il Sudan (1360 km), a sud-est con la Repubblica Centrafricana (1197 km), a sud-ovest con il Camerun (1094 km) a ovest con la Nigeria (87 km) e con il Niger per (1175 km).

### Superficie
La superficie complessiva del paese è pari a 1284000 km² di cui 24800 km² sono costituiti da acque interne.

## Morfologia

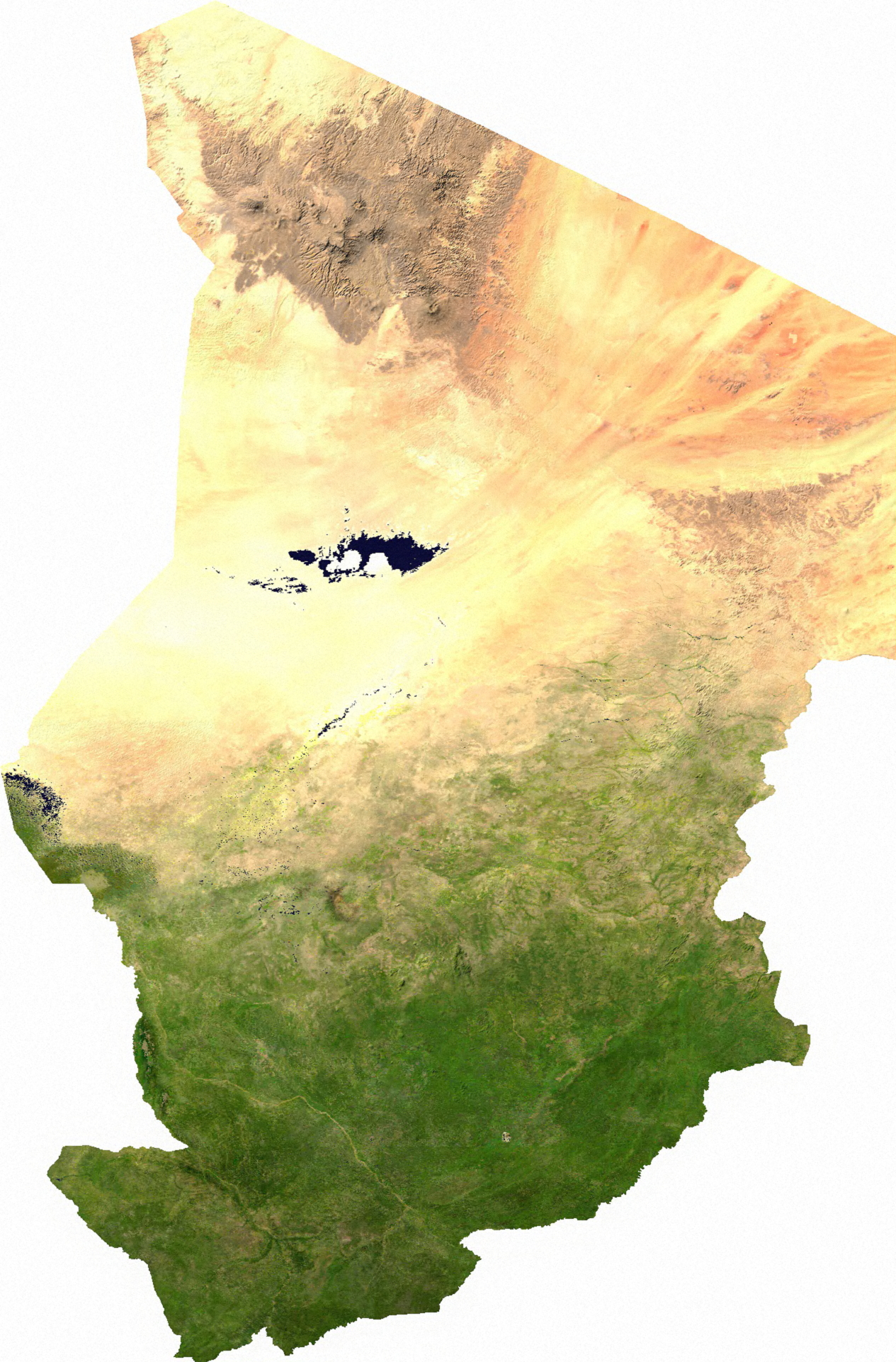
Il Ciad visto da satellite

Il territorio del Ciad è compreso in un enorme penepiano che digrada a ovest nella depressione del lago Ciad dando luogo ad un'immensa conca delimitata a nord dal massiccio del Tibesti, a est dall'altopianto di Ennedi e dai rilievi di Ouaddaï e a sud dalla dorsale di Ubangi. 
Il punto meno elevato si trova nei pressi dei laghi Ciad e Fitri nella depressione di Bodélé, una vasta area occupata da erg sabbiosi.
A est del lago Ciad si estende il Sahel mentre più a sud vi è un'area ricoperta di savane.
La parte più meridionale del paese è pianeggiante con savane e vegetazione folta specialmente lungo i corsi d'acqua, a sud-est si incontra il massiccio dei Bongos.

### Catene montuose
Nella parte settentrionale troviamo il deserto del Sahara in cui si snodano alcune catene montuose e in cui troviamo il Tibesti, massiccio di origine vulcanica. La vetta più alta del Tibesti è l'Emi Koussi, 3.415 metri.

## Idrografia
Nella parte settentrionale del paese non vi sono fiumi permanenti ma solo corsi d'acqua che si formano in occasione dei rari acquazzoni negli altopiani di Ennedi e Ouaddaï e che scorrono attraverso depressioni lasciando pozze che evaporano nell'arco di pochi giorni. Il più importante di questi corsi d'acqua è il Batha che durante la stagione delle piogge, partendo dall'altopiano di Ouaddaï, alimenta il lago Fitri.
I fiumi provenienti dalla parte sud-orientale del paese, i più importanti dei quali sono il Chari e il Logone, finiscono in gran parte nella depressione centrale del paese al centro della quale si trova il lago Ciad, una vasta area di acque stagnanti profonde al massimo 4 metri e ricca di isolotti sabbiosi. Una piccola sezione del Ciad sudoccidentale (regioni di Mayo-Kebbi Est e Mayo-Kebbi Ovest) appartiene inoltre al bacino idrografico del Niger, che sfocia nell'Oceano Atlantico. ciao 18\03\25

### Fiumi
I fiumi principali sono il Chari (lungo circa 1200 km), il Logone (circa 960 km), entrambi originano dagli altopiani ricchi di precipitazioni (circa 1250 mm/anno) della Repubblica Centrafricana e del Camerun, tra i loro tributari vi sono il Bahr Kéita, il Bahr Salamat, il Bahr Aouk e il Bahr Sara. Nei pressi di N'Djamena i due fiumi confluiscono dando origine ad un corso lungo circa 30 km che a sua volta confluisce nel Lago Ciad dopo aver formato un vasto delta che sul finire della stagione delle piogge diviene da una vasta area paludosa. La portata di entrambi è molto variabile a seconda della stagione, il Chari va dai 17 m³/s nella stagione secca ai 340 m³/s nella stagione delle piogge mentre il Logone varia dai 5 m³/s agli 85 m³/s. Il Mayo Kébbi è invece una affluente del Benue, a sua volta affluente del Niger.

### Laghi
I laghi principali sono il Ciad, il Fitri e il lago Iro.

## Clima
Il Ciad può essere diviso in tre zone climatiche: 
- la zona sahariana
- la zona del Sahel
- la zona meridionale

Procedendo verso sud si passa da un clima desertico con una stagione umida brevissima o nulla ad uno tropicale nel quale la stagione umida che dura anche sei/sette mesi con violenti acquazzoni. Nella stagione secca, che culmina in gennaio, spira spesso il harmattan, un intenso vento che spira dal Sahara al Golfo di Guinea.

## Fonti e bibliografia
Tutti i dati numerici sono tratti da 
- CIA World Factbook 2005